# اطلس چهارده قرن هنر اسلامی

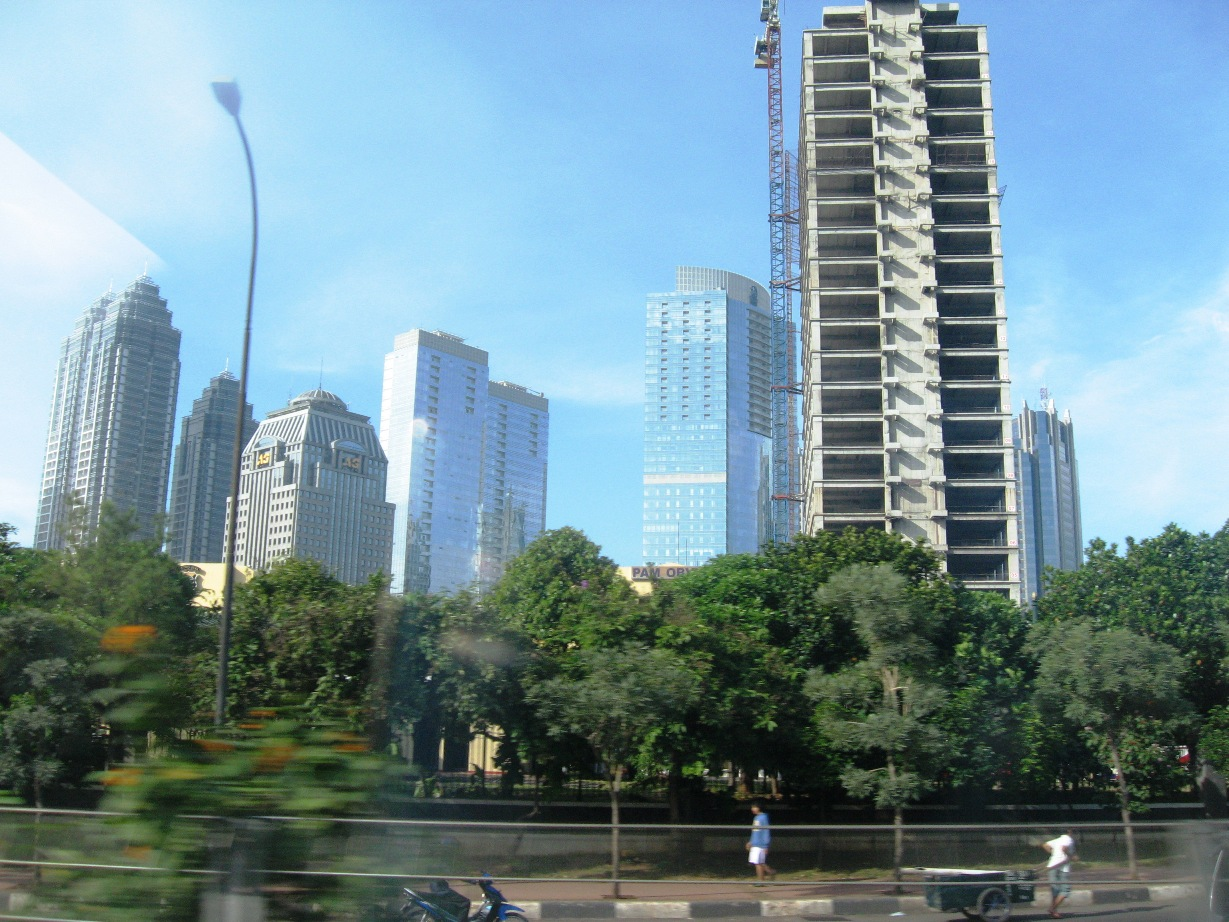
روی جلد کتاب اطلس چهارده قرن هنر اسلامی

مجموعه موسوم به اطلس چهارده قرن هنر اسلامی که در مقام معرفی جلوه‌های گوناگون هنر اسلامی توسط ابوالقاسم سحاب و سپس  عباس سحاب در طول متجاوز از نیم قرن تدوین گردیده است، زمینه‌هایی چون هنر خوش نویسی، معماری، گچ بری، کاشی کاری، نگارگری و مینیاتور، تذهیب، پارچه بافی، حکاکی و فلزکاری، کنده کاری روی چوب و کاربرد خط در سایر رشته‌های هنر اسلامی را در بر 
می گیرد. در این مجموعه حدود ۵۰۰۰ هزار تصویر رنگی و سیاه و سفید، نقشه و پلان، پرسپکتیو، مقطع و غیره را شامل می‌شود، که نمونه‌هایی از شاهکارهای گوناگون جلوه‌های هنر اسلامی در جهان است.
این مجموعه ارزشمند همراه با شرح کامل به دو زبان فارسی و انگلیسی در ۲۰ مجلد تدوین شده‌است که هریک حاوی ۳۰۰ تا۳۵۰ صفحه در قطع سلطانی تنظیم و طراحی گردیده است. تا کنون جلد دوم آن با عنوان "هنر خوش نویسی، از آغاز تا امروز"توسط موسسه جغرافیایی و کارتوگرافی سحاب چاپ و منتشر شده‌است و تکمیل و انتشار بقیه مجلدات آن که متأسفانه پس از درگذشت عباس سحاب نا تمام مانده است، نیاز به همکاری همه هنر دوستان و علاقه‌مندان به اعتلای فرهنگ و هنر می‌باشد.